# Antonio Maria Valsalva

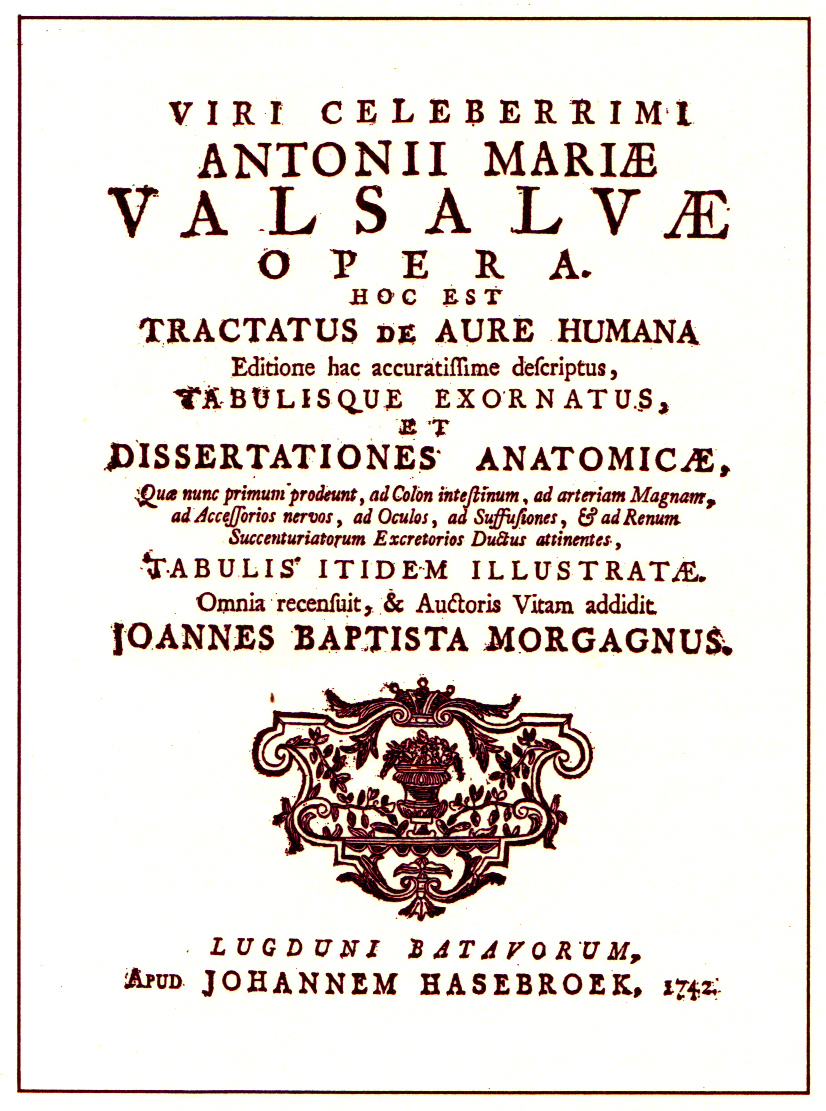
Strona tytułowa jego dzieła wydanego w Lejdzie (1742)

Antonio Maria Valsalva (ur. 17 czerwca 1666 w Imoli we Włoszech, zm. 2 lutego 1723) w Bolonii – włoski lekarz i anatom.

## Życiorys
Urodził się w zamożnej rodzinie złotnika Pompea Piniego. We wczesnych latach był kształcony przez jezuitów w zakresie nauk humanistycznych, matematyki i nauk przyrodniczych, co wzbudziło jego późniejsze zainteresowanie morfologią zwierząt i entomologią. Następnie przeniósł się do Bolonii, gdzie studiował między innymi u znanego anatoma Marcella Malpighigiego. W 1687 Valsalva został doktorem medycyny i filozofii, broniąc rozprawy Sulla superiorità delle dottrine sperimentali.
Od 1697 był profesorem uniwersytetu w Bolonii. Był pionierem nauk o słuchu. Przeprowadził i opisał ponad tysiąc badań sekcyjnych w swoim najsłynniejszym dziele De aure humana tractatus, które ukazało się w 1704 w Bolonii, a kolejne wydania ukazały się w holenderskich i włoskich miastach uniwersyteckich. Ta niezwykła książka, która stała się standardem w tej dziedzinie przez ponad sto lat, zawiera jego anatomiczne, fizjologiczne i patologiczne obserwacje ucha. Opisał w niej i zobrazował błonę bębenkową, a nawet najmniejsze mięśnie i nerwy ucha, dzieląc ucho na część wewnętrzną, środkową i zewnętrzną. Pokazał nawet oryginalną metodę nadmuchiwania ucha środkowego (próba Valsalvy).
Wynalazł również narzędzia chirurgiczne, które były często używane w jego czasach i później. W trakcie swoich badań Valsalva zauważył, że paraliż ruchowy występuje po stronie przeciwnej do uszkodzenia mózgu zarówno w przypadku udaru, jak i urazu czaszki.
22 kwietnia 1709, w wieku 43 lat, Valsalva poślubił Elenę Lisi, siedemnastoletnią córkę szlacheckiej bolońskiej rodziny senatorskiej. Razem mieli sześcioro dzieci, z których troje zmarło w młodym wieku. W 1721, doznał tymczasowej dyslalii. Zmarł w Bolonii 2 lutego 1723 z powodu udaru mózgu.
Nazewnictwo anatomiczne od jego nazwiska:
- Próba Valsalvy – jedna z metod oceny stanu ucha środkowego polegająca na badaniu drożności trąbki słuchowej
- Taśmy Valsalvy okrężnicy – struktury anatomiczne w obrębie jelita grubego
- Doktryna Valsalvy – kontralateralna relacja między ciałem a mózgiem
- Zatoki Valsalvy – pomiędzy każdą z trzech zastawek półksiężycowatych aorty a ścianą aorty (opuszka aorty). Z przedniej (prawej) i lewej zatoki odchodzą prawa i lewa tętnica wieńcowa.